# Чемпионат России по тхэквондо 2022
Чемпионат России по тхэквондо 2022 года среди мужчин и женщин проходил с 24 по 30 сентября на универсальном спорткомплексе в Нальчике. В турнире приняли участие 363 спортсменов из 43 регионов.

## Медалисты

### Мужчины
| Весовая категория | Золото                                                    | Серебро                                          | Бронза                                                                     |
| ----------------- | --------------------------------------------------------- | ------------------------------------------------ | -------------------------------------------------------------------------- |
| до 54 кг          | Идар Багов · Московская область · Кабардино-Балкария      | Максуд Дадашов · Санкт-Петербург                 | Владимир Гриценко · Санкт-Петербург Артём Гончаренко · Краснодарский край  |
| до 58 кг          | Шамиль Магомедов · Дагестан                               | Вячеслав Бовкун · Москва                         | Сергей Кирсанов · Татарстан Али Абдурагимов · Дагестан                     |
| до 63 кг          | Максим Осин · Москва                                      | Алексей Владимиров · Воронежская область         | Михаил Артамонов · Санкт-Петербург Андрей Канаев · Рязанская область       |
| до 68 кг          | Ханмагомед Рамазанов · Татарстан                          | Илья Данилов · Ивановская область                | Джавид Магеррамов · Санкт-Петербург Сармат Цакоев · Северная Осетия        |
| до 74 кг          | Магомедрасул Омаров · Дагестан                            | Рустам Одинаев · Ямало-Ненецкий автономный округ | Артём Мытарев · Ульяновская область Кадырбеч Дауров · Адыгея               |
| до 80 кг          | Максим Храмцов · Ханты-Мансийский автономный округ — Югра | Ярослав Петренко · Ростовская область            | Борис Ахметов · Кабардино-Балкария Андрей Загорулько · Ульяновская область |
| до 87 кг          | Александр Пряжников · Москва                              | Антон Кривобоков · Башкортостан                  | Юрий Кириченко · Краснодарский край Рафаэль Камалов · Самарская область    |
| свыше 87 кг       | Владислав Ларин · Карелия · Сахалинская область           | Рафаиль Аюкаев · Самарская область               | Валерий Ендовицкий · Приморский край Павел Койко · Московская область      |

### Женщины
| Весовая категория | Золото                                     | Серебро                                         | Бронза                                                                                |
| ----------------- | ------------------------------------------ | ----------------------------------------------- | ------------------------------------------------------------------------------------- |
| до 46 кг          | Анастасия Артамонова · Санкт-Петербург     | Алиса Ангелова · Самарская область              | Милана Бекулова · Московская область · Кабардино-Балкария Виктория Башкирова · Москва |
| до 49 кг          | Ирина Рогозина · Самарская область         | Елизавета Ряднинская · Москва                   | Елизавета Чеканова · Московская область Дана Конюхова · Пермский край                 |
| до 53 кг          | Татьяна Минина · Челябинская область       | Анастасия Субботина · Москва                    | Камила Гостенкова · Московская область Маргарита Алиева · Карачаево-Черкесия          |
| до 57 кг          | Маргарита Близнякова · Челябинская область | Ядвига Дмитриева-Баханская · Ростовская область | Лиана Шафи · Кабардино-Балкария Анастасия Зарезина · Ивановская область               |
| до 62 кг          | Лилия Хузина · Санкт-Петербург             | Елизавета Зимина · Санкт-Петербург              | София Мотлох · Московская область Нинаханум Магомедова · Дагестан                     |
| до 67 кг          | Юлия Зайцева · Татарстан                   | Ульяна Крадинова · Санкт-Петербург              | Виктория Железнова · Воронежская область Валерия Скапровская · Московская область     |
| до 73 кг          | Елизавета Степанова · Москва               | Нина Урганаева · Дагестан                       | Барият Исакова · Дагестан Оксана Козлова · Ульяновская область                        |
| свыше 73 кг       | Елизавета Должикова · Карелия · Москва     | Кристина Адебайо · Москва                       | Линара Муслимова · Ульяновская область Элла Борисова · Московская область             |